# Sumowate
Sumowate (Siluridae) – rodzina słodkowodnych ryb sumokształtnych (Siluriformes) obejmująca około 102 gatunków. Niektóre mają duże znaczenie gospodarcze jako ryby konsumpcyjne.

## Zasięg występowania
Słodkie wody Europy i Azji, rzadko w wodach słonawych. Są to ryby ciepłolubne. W Europie występują tylko dwa gatunki, w tym jeden – sum pospolity (Silurus glanis) – w wodach Polski. W zapisie kopalnym nie są powszechne aż do miocenu. †Silurus altus pochodzi z miocenu lub pliocenu Rosji.

## Cechy charakterystyczne
Ciało nagie (bez łusek), głowa spłaszczona grzbietobrzusznie. Brak płetwy tłuszczowej. Płetwa odbytowa bardzo długa, 41–110 promieni. Płetwa grzbietowa bez kolca; zazwyczaj liczy mniej niż 7 promieni, czasami nie występuje. Małe płetwy brzuszne, czasami nie występują. Brak kolców w płetwach nieparzystych. Na szczęce para zwykle długich wąsików, a na żuchwie 1 lub 2 pary; wąsiki nosowe nie występują. Silny kolec w płetwach piersiowych. 
Największe rozmiary osiąga sum pospolity. Zdarzają się osobniki o masie ciała ponad 300 kg i długości 5 m. Odnotowany rekord masy wynosi 330 kg.

## Klasyfikacja
Rodzaje zaliczane do tej rodziny:
Belodontichthys — Ceratoglanis — Hemisilurus — Kryptopterus — Micronema — Ompok — Phalacronotus — Pinniwallago — Pterocryptis — Silurichthys — Silurus — Wallago
Rodzajem typowym jest Silurus.
Sumowate uznawane są za takson monofiletyczny

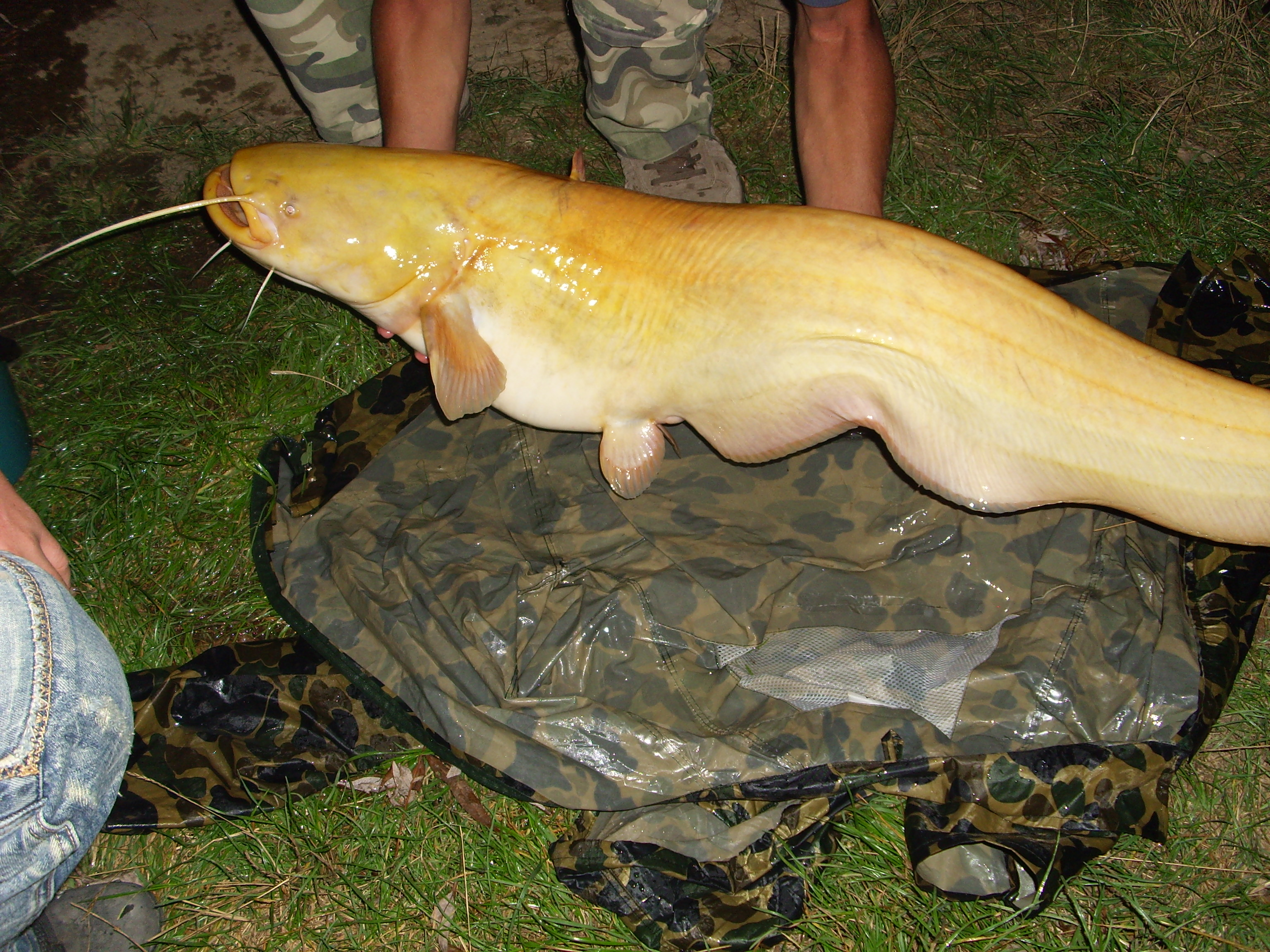
Albinotyczna forma suma pospolitego (Silurus glanis)

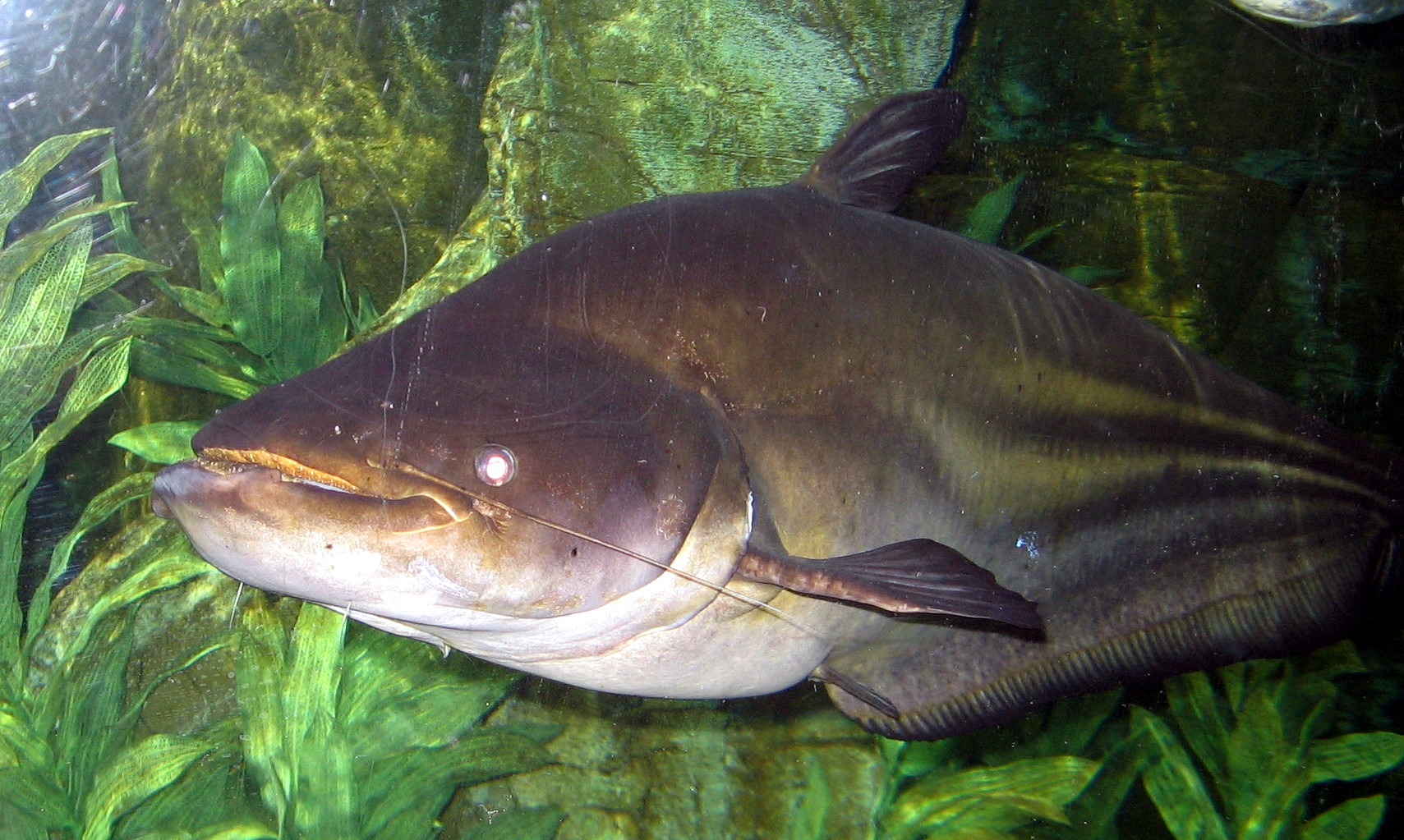
Wallago attu